# Битка код Бенокберна
Битка код Бенокберна (енгл. Battle of Bannockburn) је одлујућа битка која се одиграла 24. јуна 1314, у току Шкотских ратова за независност. У њој је шкотски краљ Роберт I Брус побиједио енглеског краља Едварда II.

## Битка
До битке је дошло кад су Енглези пошли да деблокирају замак Стирлинг који је био под шкотском опсадом. Енглези су били добро опремљени а главну снагу војске су чинили витезови на коњу. Шкоти су били махом пјешаци, са копљима. Снаге су биле подједнаке, око 6.000 људи свака страна, развучене по фронту ширине око 1.800 метара.
Умјесто уобичајеног напада стрелцима, које је пратио напад витезова пјешке, Енглези су напали на коњима, вјероватно у жељи да што прије дођу до Стерлинга. Згуснути на уском фронту, и у немогућности да заобиђу крила противника, Енглези немају успјеха. Шкоти су напад одбили са копљима, а касније прешли у противнапад пјешадијом.
Енглези су код Бенокберна претрпјели најтежи пораз у ратовима против Шкота.